# Amaryllis (альбом)
| Оценки критиков      | Оценки критиков |
| Источник             | Оценка          |
| -------------------- | --------------- |
| About                | [ 1 ]           |
| Allmusic             | [ 2 ]           |
| Loudwire             | [ 3 ]           |
| Metal Hammer Germany | 6/7             |
| Mind Equals Blown    | [ 5 ]           |
| Powermetal           | [ 6 ]           |
| Rolling Stone        | [ 7 ]           |
| Sputnikmusic         | 2.5/5           |
| The Hornet           | [ 9 ]           |
| The Void             | (positive)      |
| [&].com              | [ 11 ]          |
| Rockfreaks.net       | [ 12 ]          |

Amaryllis — четвёртый студийный альбом американской рок-группы Shinedown, выпущенный 27 марта 2012 года. В качестве синглов были выпущены песни «Bully» и «Unity».

## Стиль, отзывы критиков
Грегори Хини, критик сайта Allmusic.com, оценил альбом в два с половиной балла из пяти. По его словам, диск выдержан в радостном, позитивном ключе, и каждая песня выглядит как «попытка оторвать слушателей от стульев». Несмотря на то, что в целом альбом не представляет собой ничего выдающегося, он слушается легко и оставляет приятное впечатление.

## Список композиций
Слова и музыка всех песен — Брент Смит и Дэвид Бассетт.
| №                   | Название                                                           | Длительность |
| ------------------- | ------------------------------------------------------------------ | ------------ |
| 1.                  | «Adrenaline»                                                       | 3:26         |
| 2.                  | «Bully» (Smith, Zach Myers, Bassett)                               | 4:02         |
| 3.                  | «Amaryllis»                                                        | 4:04         |
| 4.                  | «Unity» (Smith, Eric Bass, Bassett)                                | 4:12         |
| 5.                  | «Enemies» (Smith, Bass, Bassett)                                   | 3:08         |
| 6.                  | «I’m Not Alright» (Smith, Dana Calitri, Nina Ossoff, Kathy Sommer) | 3:07         |
| 7.                  | «Nowhere Kids» (Smith, Bass, Bassett)                              | 3:11         |
| 8.                  | «Miracle»                                                          | 3:38         |
| 9.                  | «I’ll Follow You» (Smith, Bass, Bassett)                           | 3:58         |
| 10.                 | «For My Sake»                                                      | 3:47         |
| 11.                 | «My Name (Wearing Me Out)»                                         | 3:36         |
| 12.                 | «Through the Ghost»                                                | 4:01         |
| Общая длительность: | Общая длительность:                                                | 44:10        |

| №                   | Название                                                             | Длительность |
| ------------------- | -------------------------------------------------------------------- | ------------ |
| 13.                 | «Diamond Eyes (Boom-Lay Boom-Lay Boom)»                              | 5:36         |
| 14.                 | «Devour» (Live from Washington State)                                | 3:56         |
| 15.                 | «Diamond Eyes (Boom-Lay Boom-Lay Boom)» (Live from Washington State) | 5:41         |
| Общая длительность: | Общая длительность:                                                  | 59:23        |

## Участники записи
- Смит, Брент — вокал
- Зак, Маерс — гитара, бэк-вокал
- Эрик, Басс — бас-гитара, клавиши, бэк-вокал
- Керч, Барри — ударные